# ベロオーゼロ公国
ベロオーゼロ公国（ロシア語:Белозерское княжество / Principality of Beloozero）は、分領制時代のルーシの公国の一つ。ロストフ公国から1238年に分立し、モスクワ大公国の支配を受け1486年に併合された。首都はベロオーゼロ（現在のベロゼルスク）。

## 概要
ロストフ公ヴァシリコ・コンスタンチノヴィチの息子の一人グレプ・ヴァシリコヴィチ（在位1238年頃‐1278年）が、1238年父の死と同時に分領として相続した。同公国にはヴェリキイ・ウスチュグ、ウグリチ、ヤロスラヴリなどの都市が含まれていた。初代君主グレプの治世に、公国の領域はベロエ湖流域、シェクスナ川、クベンスコエ湖の流域地帯を包摂するまでに拡大した。しかし14世紀前半には公国は勢いを弱め、1389年ウラジーミル大公ドミートリー・ドンスコイの支配下に入り、モスクワ大公国の分領とされた。リューリク朝の流れをくむベロオーゼロ公家の諸公たちはモスクワ大公国に仕え、現在も男系子孫が残っている。
一方、分領となった公国はヴェレヤと共にドンスコイの息子の一人アンドレイに与えられ、さらにその息子ミハイルに継承された。ミハイルの治世中、本家筋であるモスクワ大公イヴァン3世による公国への圧力は強まってゆき、1483年にはミハイルの世継ぎ公子ヴァシーリーとその妻マリヤ・パレオロギナが、イヴァン3世の勘気を蒙って隣国リトアニアに亡命する事件まで起きた（マリヤはイヴァン3世の妻ゾエ・パレオロギナの姪）。後継者を失ったミハイルは自領を大公に遺贈することを決め、1486年彼の死と共に公国は正式にモスクワ大公国に併合された。